# Віктор Печовський
Віктор Печовський (словац. Viktor Pečovský, нар. 24 травня 1983, Брезно) — словацький футболіст, півзахисник клубу «Жиліна» і національної збірної Словаччини.

## Клубна кар'єра
Народився 24 травня 1983 року в місті Брезно. Вихованець футбольної школи клубу «Дукла». У дорослому футболі дебютував 2000 року виступами за основну команду того ж клубу, в якій провів одинадцять сезонів, взявши участь у 176 матчах чемпіонату. 
До складу «Жиліни» приєднався 2011 року. Відтоді встиг відіграти за команду з Жиліни 143 матчі в національному чемпіонаті.

## Виступи за збірну
15 серпня 2012 року дебютував в офіційних матчах у складі національної збірної Словаччини у товариській грі проти збірної Данії. Наразі провів у формі головної команди країни 30 матчів, забивши 1 гол.

## Титули і досягнення
- Чемпіон Словаччини (2):

«Жиліна»: 2011-12, 2016-17
- Володар Кубка Словаччини (2):

«Дукла»: 2004-05
«Жиліна»: 2011-12